# Parral
Parral – miasto w Chile, położone w południowej części regionu Maule.

## Opis
Miejscowość została założona w 1795 roku. Przez miasto przebiega Droga Panamerykańska R5, R128 i linia kolejowa.

## Demografia
Źródło.

## Miasta partnerskie
- Grand Rapids -  Stany Zjednoczone

## Znani urodzenie w Parral
- Pablo Neruda - poeta, laureat Nagrody Nobla w dziedzinie literatury